# Maria Rosa
Maria Rosa  è un nome proprio di persona italiano femminile.

## Varianti
- Femminili: Mariarosa[1][2], Marirosa[1]

### Varianti in altre lingue
- Francese: Marie Rose, Marie-Rose
- Spagnolo: María Rosa

## Origine e diffusione
Si tratta di un nome composto, formato dall'unione di Maria e Rosa. Secondo dati raccolti negli anni '70, con 93.000 occorrenze è il quarto per diffusione fra i composti basati su Maria, dietro a Maria Teresa, Maria Luisa e Maria Grazia e seguito da Maria Pia.

## Onomastico
L'onomastico si può festeggiare lo stesso giorno di Maria o di Rosa; il nome doppio è stato inoltre portato da una santa, Maria Rosa Molas y Vallvé, fondatrice delle Suore di Nostra Signora della Consolazione, ricordata l'11 giugno, e da una beata, Maria Rosa Flesch, fondatrice delle Francescane di Santa Maria degli Angeli, commemorata il 25 marzo.

## Persone

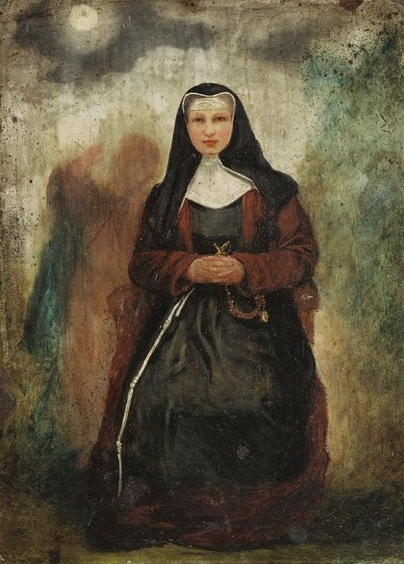
Maria Rosa Flesch

- Maria Rosa Candido, pattinatrice di short track italiana
- Maria Rosa Cutrufelli, scrittrice e giornalista italiana
- Maria Rosa Flesch, religiosa tedesca
- Maria Rosa Molas y Vallvé, religiosa spagnola
- Maria Rosa Punzirudu, cantante italiana
- Maria Rosa Quario, giornalista e sciatrice alpina italiana
- Maria Rosa Tabbuso, pugile italiana

### Variante María Rosa
- María Rosa Lida de Malkiel, filologa, linguistica e storica argentina naturalizzata statunitense
- María Rosa Gallo, attrice argentina
- María Rosa García García, vero nome di Niña Pastori, cantante spagnola
- María Rosa Pérez, modella spagnola

### Variante Mariarosa
- Mariarosa Schiaffino, scrittrice, giornalista e pubblicista italiana